# Saint-Loup-de-Naud
Saint-Loup-de-Naud är en kommun i departementet Seine-et-Marne i regionen Île-de-France i norra Frankrike. Kommunen ligger i kantonen Provins som tillhör arrondissementet Provins. År 2022 hade Saint-Loup-de-Naud 859 invånare.

## Befolkningsutveckling
Antalet invånare i kommunen Saint-Loup-de-Naud
| Referens: INSEE |